# 小乙中
小乙中（しょうおつちゅう）は、664年から685年まで日本で用いられた冠位である。26階中23番目で、上は小乙上、下は小乙下である。

## 解説
天智天皇3年（664年）2月9日の冠位二十六階で、以前の小乙上と小乙下の間に挿入されて設けられた。
天武天皇14年（685年）1月21日の冠位四十八階で、冠位の命名方法が一新したときに廃止された。

## 小乙中の人物
『日本書紀』に小乙上と小乙下の授与例はあるが、小乙中の例はない。鎌倉時代に編まれた『塵袋』には、天武天皇6年（677年）に尾張国葉栗郡で小乙中の葉栗人麿が光明寺を建立したとある。『皇大神宮儀式帳』には「小乙中の久米勝麻呂」とある。
- 葉栗人麿? - 天武天皇6年（677年）。（塵袋）